# مهندسی ایمنی

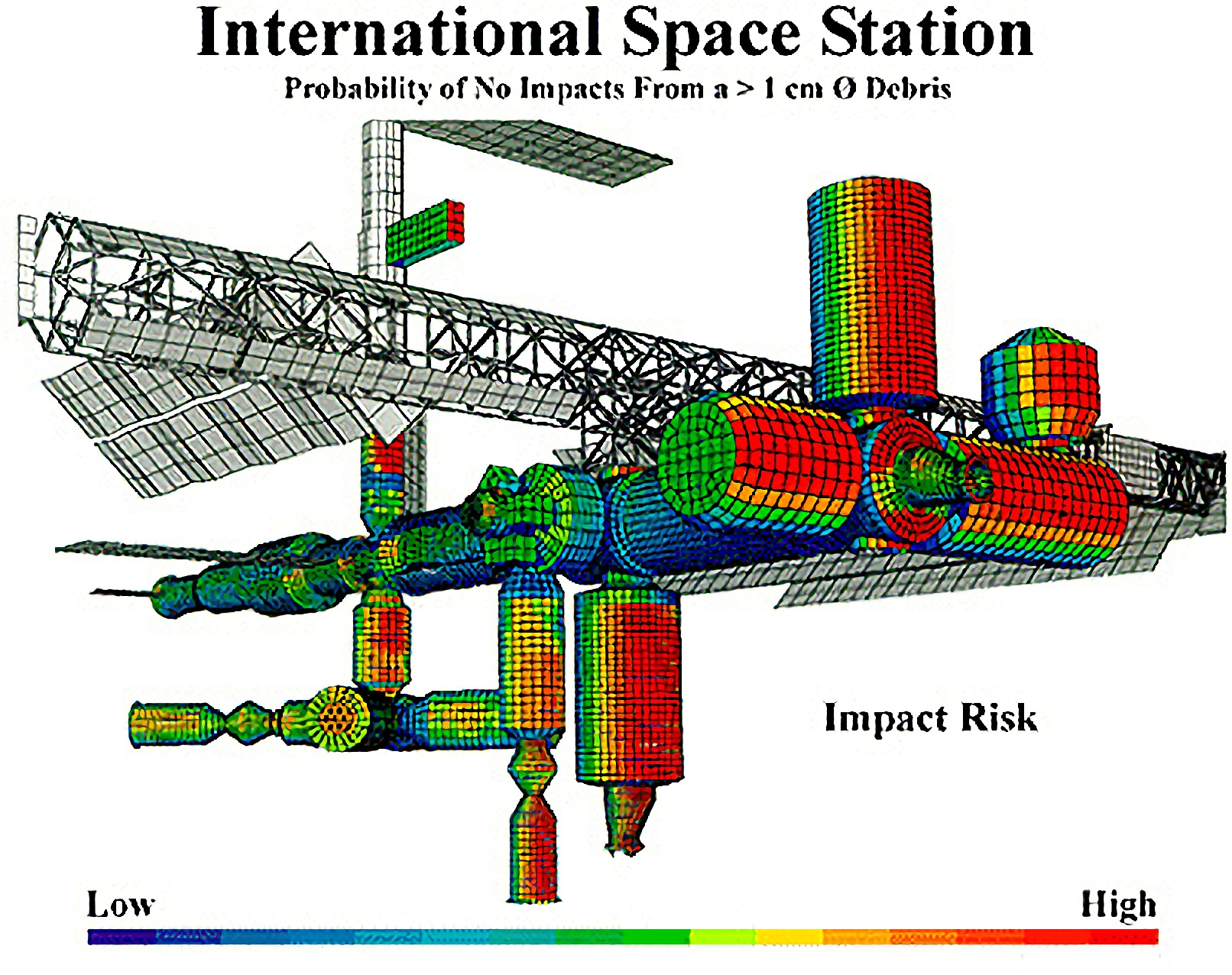
تصویری از نحوه عملکرد مهندسی ایمنی و آنالیز ریسک

مهندسی ایمنی (انگلیسی: Safety engineering) از رشته‌های مهندسی که اطمینان می‌دهد، سیستم‌های مهندسی سطح قابل قبولی از ایمنی را ارائه می‌دهند.

## ایمنی و بهداشت روانی
یکی از مهمترین موضوعات برای مدیران ارشد در سازمان‌ها و وزارتخانه‌ها، شرکت‌ها و کارخانه‌ها، کاهش آمار حوادث صنعتی و افزایش راندمان کاری پرسنل، انگیزش شغلی، بهبود بهره‌وری، افزایش تولید و سرعت انجام کار است، که با استفاده و استقرار  سیستم مدیریت ایمنی، بهداشت و محیط‌زیست  یا HSE_MS که از رشته‌های مختلف از جمله بهداشت حرفه‌ای ، بهداشت محیط، روان‌شناسی صنعتی و سازمانی، ایمنی صنعتی و محیط زیست، در تمامی مراکز شغلی به وسیله تدوین دستورالعمل‌ها و روش‌های اجرایی، ارزیابی ریسک‌ها در ابعاد بهداشت جسمانی و روانی، ایمنی و محیط زیست تشکیل شده، انجام می‌گردد. این کارشناسان در نتیجه عملکرد و خدماتشان، ریسک‌های مربوط برای سازمان را مدیریت و کاهش می‌دهند، اما یکی از بیشترین دلایل وقوع حوادث شغلی بر اساس آمارها و گزارش آنالیز علل وقوع حوادث، خطای نیروی انسانی است. از این رو بررسی و ارزیابی ریسک‌های روانی مربوط به خطای انسانی پرسنل و نیروی انسانی در سیستم مدیریت H.S.E.M.S بر عهده روان‌شناسان صنعتی و سازمانی می‌باشد. کارگر، مهندس و هر فردی که در محیط کاری قرار دارد، هر چقدر هم آموزش دیده باشد و تجربه کاری نیز داشته باشد، باید از نظر جسمانی و روان‌شناختی در وضعیت سالمی باشد، از طرفی استرس شغلی و فرسودگی شغلی‌اش نیز شناسایی و کنترل شده باشد، تا با داشتن توجه و تمرکز باعث وقوع حوادث نشود. این ارزیابی ریسک‌های روان‌شناختی و انجام اقدامات پیشگیرانه از وظایف روانشناسان صنعتی و سازمانی شاغل در ادارات و واحدهای HSE می‌باشد. کارشناسان ایمنی و بهداشت روانی در کنار یکدیگر و با کار تیمی، با همکاری هم سازمان را برای دستیابی به اهداف از پیش تعیین شده و بهبود مستمر یاری می‌دهند. همان‌طور که ذکر گردید سیستم مدیریت ایمنی، بهداشت و محیط زیست، قسمت بهداشت شامل بهداشت محیط، بهداشت جسم و بهداشت روان است و این سیستم مدیریتی بین رشته‌ای، سطح ریسک‌های بهداشتی و خطرات ایمنی و بحران‌های زیست‌محیطی را شناسایی، مدیریت، پیشگیری و کاهش می‌دهند.

## در ایران
در حال حاضر الگوی استفاده از مهندسی ایمنی در چارت سازمانی شرکت‌های اصلی و فرعی زیرمجموعه وزارت نفت، سازمان انرژی اتمی و سازمان هواپیمایی، وزارت صنایع و برخی شرکت‌های خصوصی در حال گسترش می‌باشد. از آنجا که رقابت در محیط‌های بازرگانی برای کسب بازار فروش و ارائه خدمات، افزایش تولید و راندمان نیروی انسانی، با توجه به بحران‌های اقتصادی بسیار بالاست، از این رو نقش حفظ بهداشت روانی کارکنان برای افزایش عملکردشان، کاهش آمار حوادث و مشکلات بهداشتی و بیماری در نهایت کاهش هزینه‌ها و روزهای از دست رفته، برای مدیران تصمیم گیرنده بسیار مهم است.